# 沃洛德米里夫卡 (塔拉夏市鎮)
沃洛德米里夫卡（羅馬化：Volodymyrivka）是位於烏克蘭北部基辅州白采爾克瓦區塔拉夏市鎮的村莊。該村始建於1775年，面積3.06平方公里，海拔高度224米，2001年人口511，人口密度每平方公里166.8人。